# タピール級揚陸艦
1171号計画型（タピール級）揚陸艦（NATOコードネーム：アリゲーター）は、ソビエト/ロシアの揚陸艦の艦級である（ソビエト分類：大型揚陸艦、ロシア語: БДК, большой десантный корабль  ）。

## 来歴
第二次世界大戦後のソビエトの水陸両用作戦の分析では、ソビエト海軍が専用の揚陸艦の建造を開始することが勧告された。 1962年に就役した最初の揚陸艦である、中型揚陸艦のポルノクニー級は、800トンの排水量をもち、6輌の戦車と180人の兵員を輸送できた。
1950年代後半に、1171号計画型、タピール(バク)とも呼ばれる真の戦車揚陸艦（LST）である新しい艦級が続いて計画された。大型戦車揚陸艦と分類され、その満載排水量は4,360トンで、最大313人の兵員と20輌の戦車を輸送できた。追加の車両を上甲板に保管することができる。 NATOはこれらの船にAlligatorというコードネームを付け、いくつかのサブタイプが作成された。
1171号計画型の設計は1959年に海軍によって開始されたが、同様の二重目的の1173計画型が民間の海運省によって命令された。そのため、最終的に、両方の設計が1171計画に統合され、結果として得られた船舶は、軍事（速度、生存可能性）と民間（燃料の経済性）の目標の間の妥協点となった。設計チームは4つの異なる構成を作成し、海軍はそのうち最も強力で最速のオプションを選択したが、これは同時に燃料効率が最も低いものであり、海運省はプロジェクトから完全に撤退した。すべての建造された船は海軍向けであり、民間の輸送ラインで運航されることはなかった。
1964年から1975年の間に合計14隻の同型艦が竣工した。
2008年9月時点では「オルスク」と「サラトフ」の2隻が、ロシアの黒海艦隊の第197揚陸艦旅団に配属されていた。2014年3月時点で、「サラトフ」と「ニコライフィルチェンコフ」は黒海艦隊の第197揚陸艦旅団、「ニコライヴィルコフ」はロシア太平洋艦隊の第100揚陸艦旅団に所属しており、「オルスク」は活動しておらず、修理中であった。

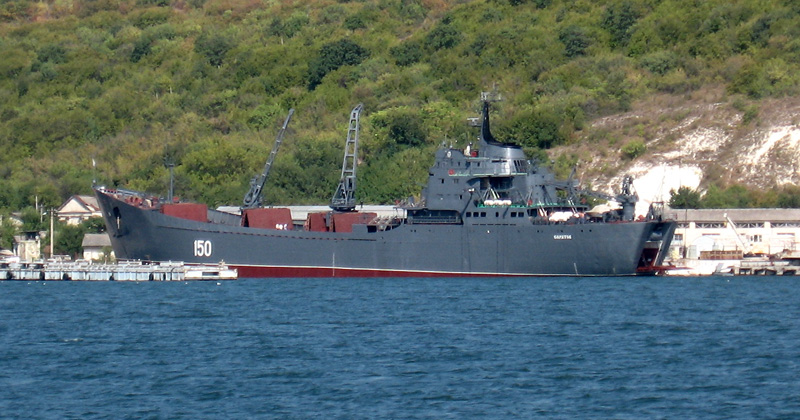
2007年「サラトフ」、セヴァストポリにて

「サラトフ」（BDK-65）は、1964年7月に進水し、1966年に「VoronezhskyKomsFZomolets」として就役した。1番艦だったが、同じ艦級の他船に設置された居住環境がなかった。「サラトフ」は、ソ連が崩壊するまでドヌズラフ（黒海艦隊）に駐留し、その後、1994年までオデッサでモスボール保管されたままだったが、2000年以降に活動が報告されており、2008年の南オセチア紛争においてジョージア海軍の本拠地であったポティ港への侵攻などでその姿が確認されている。
2013年以降、「ニコライ・フィルチェンコフ」と「サラトフ」は、シリア内戦への介入中に、ロプーチャ級揚陸艦とともに、ノヴォロシースクからシリアのタルトゥースに軍事装備を輸送するために使用された。 
「オルスク」（BDK-69）は、1968年に「NikolayObekov」として進水、就役し、インド洋と大西洋、そして地中海で合計11の作戦に投入された。その後、ロシアの旗の下で、ユーゴスラビア、アジャリア、アブハジアに軍隊と物資を運んだ。2018年には、同艦はロシアの装備をシリアに輸送しているのが見られた。
2022年のロシアのウクライナ侵攻中、ベルジャーンシクの戦いの余波で、「サラトフ」は、ロシアが占領したウクライナの港ベルジャーンシクの港で、2022年3月24日のウクライナの攻撃によって破壊されたと報告された。ビデオでは、大規模な火災、煙、爆発が見られ、1回の爆発で船の船首が巻き込まれた。当初、この艦は「オルスク」であったと報告されていたが、ウクライナ軍参謀本部は後に「サラトフ」が破壊され、ロプーチャ級揚陸艦「ツェーザリ・クニコフ」と「ノボチェルカッスク」の2隻が損傷したと報告した。
7月2日、タス通信はベルジャンスク港にて「サラトフ」の引き揚げ作業が行われたと報じた。艦はケルチにて修理を行うことが計画されている。
2023年、浮揚に成功した「サラトフ」の修理は断念され、攻撃から1年後に廃艦となり除籍されていたことが判明した。